# 上麻生村
上麻生村（かみあそうむら）は、かつて岐阜県加茂郡に存在した村である。
現在の加茂郡七宗町東部に該当する。
村の東部は飛騨川沿い、村の西部は神淵川、葛谷川沿いの集落で構成されている。

## 歴史
- 江戸時代末期、この地域は美濃国武儀郡であり、尾張藩領であった。
- 1873年（明治6年）4月1日 - 葛屋村、室兼村、追洞村、飯高村、勝之洞村、本郷村が合併し、上麻生村となる。
- 1889年（明治22年）7月1日 - 町村制により上麻生村が発足。
- 1952年（昭和27年）8月1日 - 武儀郡から加茂郡に移動する。
- 1953年（昭和28年）5月1日 - 加茂郡久田見村と境界変更。久田見村大字上吉田の一部（川並集落）が上麻生村に編入される。
- 1955年（昭和30年）2月11日 - 加茂郡上麻生村と武儀郡神渕村が合併し、加茂郡七宗村となる。

## 学校
- 上麻生村立上麻生小学校（1966年に室兼小学校、川並小学校と統合。現・七宗町立上麻生小学校）
- 上麻生村立室兼小学校（1966年に上麻生小学校との統合で七宗村立上麻生小学校室兼分教場。1968年廃校。）
- 上麻生村立川並小学校（1966年に上麻生小学校との統合で七宗村立上麻生小学校川並分教場。1968年廃校。）
- 上麻生村立上麻生中学校（現・七宗町立上麻生中学校）

## 交通機関
- 国鉄高山本線
  - 上麻生駅

その他に、名古屋営林局下呂営林署が運営していた森林鉄道である七宗森林鉄道が存在していた（1957年廃止）。

## 観光
- 飛水峡